# Jeux africains de 1987
Navigation
Édition précédente Édition suivante
Les IVe Jeux africains se déroulent à Nairobi au Kenya du 1er au 12 août 1987.

## Organisation

### Difficultés et reports
Le Conseil supérieur du sport en Afrique (CSSA) en Afrique attribue l'organisation des Jeux 1982 au Kenya mais en décembre 1980, les Kényans lui communiquent que le pays ne pourra pas organiser les Jeux en temps et en heure. Malgré des pressions pour déplacer ces Jeux à Tunis, le Conseil reste sur sa décision. Après un décalage en 1985 puis en 1986, et même un désistement en février 1985, les Jeux se tiennent finalement en août 1987 à Nairobi.
En raison du conflit de calendrier avec les Championnats du monde d'athlétisme 1987, il est décidé fin 1985 que les Jeux prévus à partir du 8 août 1987 seraient avancés d'une semaine.

### Aspects économiques
Boeing (avec une contribution de 525 000 dollars), Coca-Cola et Kodak (avec une contribution de 125 000 dollars) sponsorisent la compétition,. Une loterie nationale ainsi que des frais d'entrée aux délégations participantes sont aussi des sources de financement pour ces Jeux. La Chine apporte aussi une aide aux organisateurs ; elle contribue à la construction du stade Kasarani avec un don de 58 millions de dollars. Aucune publicité de tabac ou d'alcool n'est de base autorisée. Néanmoins, en raison de la situation économique, le CIO autorise le sponsoring sur ce domaine là, 1,3 million de shillings kényans étant promis par Kenya Canners Limited. Finalement, les organisateurs reviennent sur leur décision et bannissent l'alcool et le tabac des publicités.

### Boycott et désistements
Le Maroc boycotte l'événement, comme tous les événements panafricains, l'Organisation de l'unité africaine dont dépend le Conseil supérieur du sport en Afrique (CSSA) reconnaissant la République sahraouie. L'Afrique du Sud est quant à elle toujours exclue des Jeux à cause de sa politique d'apartheid.
La Libye se retire pour des « raisons techniques », tandis que le Niger et le Gabon évoque des raisons financières.

### Festival culturel
Un festival culturel est organisé pendant les Jeux, avec la présence d'artistes locaux. Des stars internationales telles que Zaïko Langa Langa, Franco et le TP OK Jazz, Stevie Wonder et Jermaine Jackson sont annoncées ; une boîte sous-traitante du concert prévu en juillet disparaît avec la trésorerie avant les Jeux, entraînant de nombreux désistements.

## Sports
Quatorze sports sont au programme de ces Jeux africains : 
- Athlétisme
- Basket-ball
- Boxe
- Cyclisme
- Football
- Haltérophilie
- Handball
- Hockey sur gazon
- Judo
- Lutte
- Natation
- Tennis
- Tennis de table
- Volley-ball

Des épreuves de taekwondo ont eu lieu mais n'ont pas été prises en compte pour les médailles en raison du nombre réduit de participants.

### Basket-ball
L'équipe féminine du Zaïre remporte la compétition.
Il est à noter que l'équipe du Nigeria de basket-ball est disqualifiée et remplacée par la sélection de Côte d'Ivoire, les Nigérians organisateurs du tournoi de qualification ayant omis de communiquer aux Ivoiriens la date et le lieu de ce dit tournoi.

### Football
La finale se déroule le mercredi 12 août 1987 à Nairobi. L'Égypte bat le Kenya (1-0) au stade Kasarani.
Le tirage au sort des groupes du tournoi de football a lieu le 8 mai 1987. Le Cameroun, le Kenya, Madagascar et la Tunisie forment le groupe A, tandis que le groupe B voit s'affronter la Côte d'Ivoire, l'Égypte, le Malawi et le Sénégal.

### Hockey sur gazon
Le hockey sur gazon fait sa première apparition aux Jeux africains.
Le vainqueur du tournoi, qui se déroule au City Park Hockey Stadium (en), se qualifie pour les Jeux olympiques d'été de 1988 à Séoul.
Ce tournoi toutes rondes se conclut sur la victoire du Kenya à la différence de buts devant le Zimbabwe médaillé d'argent et le Nigeria médaillé de bronze. L'Égypte, le Ghana, la Tanzanie et la Zambie complètent le classement dans cet ordre.

### Tennis
Dix-huit nations doivent participer au tournoi de tennis : l'Algérie, le Botswana, le Cameroun, le Congo, l'Égypte, l'Éthiopie, le Ghana, le Lesotho, Madagascar, le Niger, le Nigeria, l'Ouganda, le Sénégal, le Swaziland, la Tanzanie, le Togo, la Tunisie et la Zambie. Le Niger se désiste avant les Jeux.

## Tableau des médailles
Le tableau final des médailles est ,
| Rang  | Nation        | Or  | Argent | Bronze | Total |
| ----- | ------------- | --- | ------ | ------ | ----- |
| 1     | Égypte        | 47  | 28     | 26     | 101   |
| 2     | Tunisie       | 23  | 16     | 17     | 56    |
| 3     | Nigeria       | 33  | 31     | 39     | 103   |
| 4     | Kenya         | 22  | 23     | 22     | 67    |
| 5     | Algérie       | 17  | 25     | 24     | 66    |
| 6     | Sénégal       | 7   | 5      | 8      | 20    |
| 7     | Éthiopie      | 3   | 4      | 3      | 10    |
| 8     | Ghana         | 2   | 6      | 1      | 9     |
| 9     | Ouganda       | 2   | 2      | 5      | 9     |
| 10    | Zimbabwe      | 3   | 5      | 7      | 15    |
| 11    | Madagascar    | 1   | 5      | 8      | 14    |
| 12    | Cameroun      | 2   | 6      | 1      | 9     |
| 13    | Côte d'Ivoire | 1   | 1      | 4      | 6     |
| 14    | Maurice       | 1   | 0      | 4      | 5     |
| 14    | Zaïre         | 2   | 1      | 0      | 3     |
| 16    | Tanzanie      | 0   | 2      | 6      | 8     |
| 17    | Congo         | 0   | 2      | 0      | 2     |
| 18    | Rwanda        | 0   | 1      | 0      | 1     |
| 19    | Zambie        | 0   | 0      | 3      | 3     |
| 20    | Seychelles    | 0   | 0      | 2      | 2     |
| 21    | Malawi        | 0   | 0      | 1      | 1     |
| 21    | Tchad         | 0   | 0      | 1      | 1     |
| 21    | Angola        | 1   | 1      | 1      | 3     |
| 21    | Mozambique    | 0   | 0      | 1      | 1     |
| 21    | Burundi       | 0   | 0      | 3      | 3     |
| Total | Total         | 167 | 164    | 187    | 518   |

- Nation organisatrice

Remarques :
- en judo, au tennis et en tennis de table pour les doubles, deux médailles de bronze sont attribuées dans chaque catégorie
- plusieurs médailles d'or ont été décernées dans certaines catégorie de l'haltérophilie, les compétiteurs terminant à égalité de performance et ayant la même masse.